# Cubal
Cubal é uma cidade e município da província de Benguela, em Angola.
Foi fundada como povoado no início do século XX, sendo elevada a categoria de vila e sede de concelho em 14 de junho de 1961, e cidade, sede de município de mesmo nome, em 23 de janeiro de 1968.

## História
A região do Cubal era de domínio do soba (rei) Catoto, não registrando presença permanente europeia até a chegada de um militar e comerciante português de nome Joaquim Francisco Ferreira, no ano de 1878, que instalou uma fazenda que mais tarde se chamou Várzea de São João da Lutira.
Dado seu grande conhecimento geral e cortesia nas relações para com os povos da região, Joaquim Ferreira ganhou a alcunha de "Joaquim Iola-Iola", tornando-se grande comerciante de cana sacarina e industrial. Trabalhando entre a Hanha, Benguela e Ganda, conseguiu o respeito do rei Catoto graças às suas posições como defensor dos direitos sociais e humanos dos povos autóctones, tornando-se conselheiro real e juiz local.
Joaquim Iola-Iola começa a utilizar a travessia do rio Cubal da Hanha, no final do século XIX, como local de julgamentos e ponto de negócios e escambo entre as populações locais, adotando no nome do local de Ocuvala, que significa "o local onde se chegou", que numa tradução livre pode ser entendida como "o local da reunião".
Na iminência da chegada das obras do Caminho de Ferro de Benguela no Cubal, em 1908, o local já era um efêmero povoado habitado, que ainda era usado como ponto-feira de negócios e local de julgamentos.
Em 1923 Joaquim Iola-Iola instala uma importante casa comercial no povoado, para comércio de açúcar, sisal e outros produtos agrícolas, fazendo da localidade um importante entreposto entre as cidades de Benguela e Huambo.
Em 14 de junho de 1961 é oficialmente transformada em vila, fundando-se o Concelho do Cubal, sendo seu primeiro administrador Horácio Lusitano Nunes, transformando-se, em dezembro desse mesmo ano, em Câmara Municipal, e; em 23 de janeiro de 1968 é elevada à cidade, sede de município de mesmo nome.
Em 1974, foi concluída a construção de uma nova variante do Caminho de Ferro de Benguela, ligando o Cubal à cidade do Lobito, diminuindo a distância entre as duas localidades de 197 km para 153 km. Após muitos anos de interrupção de actividade, esta variante foi reinaugurada em 2004, circulando nela actualmente três comboios por semana.

## Geografia
Situa-se a 146 km da cidade de Benguela e a 200 km da cidade do Huambo, sendo um centro comunicador entre o planalto central e o litoral angolano.
Tem 4 794 km²; em 2014, tinha 287 931 habitantes. Limita-se a norte com o município do Bocoio, a leste com o município da Ganda, a sul com o município de Chongoroi e a oeste com o município de Caimbambo.
O município é constituído pela comuna-sede, correspondente à cidade de Cubal, e pelas comunas de  Iambala, Capupa e Tumbulo (Lomaum).
A comuna sede é banhada por um rio que partilha o seu nome, o rio Cubal da Hanha. Além disso, o rio Cavaco nasce em seu território (com o nome de Caimbambo), e os rios Cubal da Ganda, Catumbela e Coporolo o atravessam.

## Economia
O crescimento económico do município do Cubal esta vinculado principalmente ao setor logístrico, graças a sua condição de centro rodoviário e ferroviário, e
de sua produção agropecuária.
À sua volta, existem numerosos campos de cultivo do sisal, fornecendo grandes excedente para exportação, trazendo muitas divisas para o município.

## Infraestrutura

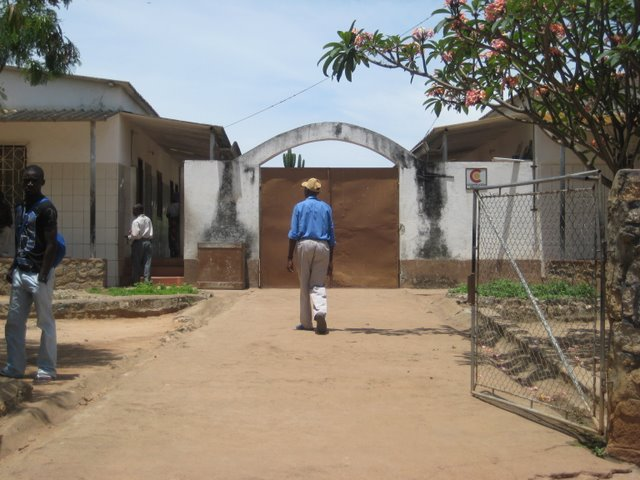
Hospital Nossa Senhora da Paz, em 2010.

### Transportes
Cubal é ligada ao território nacional pela importante rodovia EN-260, que permite o acesso à oeste à cidade de Benguela, e; a leste à cidade de Huambo.
A cidade também é servida por uma estação ferroviária do Caminho de Ferro de Benguela, que a liga tanto ao porto do Lobito, quanto ao extremo leste angolano, sendo vital para exportação da produção agrícola cubalense.

### Saúde
No município do Cubal existem dois hospitais, sendo o principal o Hospital Municipal do Cubal, localizado no centro da cidade, e; na área da missão católica no Chambungo está o Hospital Nossa Senhora da Paz do Cubal, gerido pelas irmãs Teresianas. Há também centros de saúde nas diferentes comunas do município.

### Fornecimento eléctrico
O fornecimento de energia eléctrica no município é garantido pela Central Hidroelétrica de Lomaum (localizada ao norte do território municipal) e fornecido a nível residencial e comercial pela Empresa Nacional de Distribuição de Electricidade (ENDE).